# Trương Tấn Thiệu
Trương Tấn Thiệu (1955 - 2018) là một chính khách người Việt Nam. Ông từng là Phó Bí thư Tỉnh ủy, Chủ tịch Ủy ban nhân dân tỉnh Bình Phước.

## Sự nghiệp
Sáng ngày 19 tháng 12 năm 2007, HĐND tỉnh Bình Phước bầu bổ sung ông Trương Tấn Thiệu, Phó Bí thư Tỉnh ủy, giữ chức Chủ tịch UBND tỉnh nhiệm kỳ 2004-2009.

## Kỉ luật
Ngày 22 tháng 3 năm 2013, Ban Thường vụ Tỉnh ủy Bình Phước đã họp công bố quyết định của Ban Bí thư Trung ương Đảng về công tác cán bộ. Theo quyết định số 707/QĐNS/TW ngày 4/2/2013, ông Trương Tấn Thiệu, Phó Bí thư Tỉnh ủy, Chủ tịch UBND tỉnh Bình Phước, thôi giữ chức Phó Bí thư Tỉnh ủy Bình Phước nhiệm kỳ 2010 - 2015, thôi giữ chức Chủ tịch UBND tỉnh Bình Phước nhiệm kỳ 2011-2016.
Sáng ngày 5 tháng 4 năm 2013, HĐND tỉnh Bình Phước khóa VIII (nhiệm kỳ 2011-2016) đã tổ chức kỳ họp thứ 6 (phiên bất thường) để miễn nhiệm chức Chủ tịch và thành viên UBND tỉnh Bình Phước đối với ông Trương Tấn Thiệu.

## Qua đời
Ông Trương Tấn Thiệu đã từ trần tại nhà riêng lúc 6 giờ 45 phút ngày 21 tháng 9 năm 2018 (nhằm ngày 12 tháng 8 năm Mậu Tuất), hưởng thọ 65 tuổi.